# Gaofeng (köpinghuvudort i Kina, Jiangxi Sheng, lat 29,64, long 115,56)
Gaofeng är en köpinghuvudort i Kina. Den ligger i provinsen Jiangxi, i den sydöstra delen av landet, omkring 110 kilometer norr om provinshuvudstaden Nanchang. Antalet invånare är 18 962. Befolkningen består av 9 204 kvinnor och 9 758 män. Barn under 15 år utgör 20,0 %, vuxna 15-64 år 70 %, och äldre över 65 år 8,0 %.
Runt Gaofeng är det ganska tätbefolkat, med 222 invånare per kvadratkilometer. Närmaste större samhälle är Ruichangshi, 10,6 km öster om Gaofeng. I omgivningarna runt Gaofeng växer i huvudsak blandskog.
Genomsnittlig årsnederbörd är 2 073 millimeter. Den regnigaste månaden är maj, med i genomsnitt 328 mm nederbörd, och den torraste är januari, med 59 mm nederbörd.